# سیارک ۳۹۵۸
سیارک ۳۹۵۸ (به انگلیسی: 3958 Komendantov، نامگذاری:1953TC) سه هزار و نهصد و پنجاه و هشتمین سیارک کشف شده‌است که در ۱۰ اکتبر ۱۹۵۳ و در رصدخانه سایمیز کشف شد.
قدر مطلق سیارک برابر ۱۲٫۳۰ است.